# Rocky Hill
Rocky Hill és una població dels Estats Units a l'estat de Nova Jersey. Segons el cens del 2009 tenia 660 habitants.

## Demografia
Segons el cens del 2000, Rocky Hill tenia 662 habitants, 284 habitatges, i 189 famílies. La densitat de població era de 381,5 habitants/km².
Dels 284 habitatges en un 24,3% hi vivien nens de menys de 18 anys, en un 60,9% hi vivien parelles casades, en un 4,9% dones solteres, i en un 33,1% no eren unitats familiars. En el 27,8% dels habitatges hi vivien persones soles el 12,7% de les quals corresponia a persones de 65 anys o més que vivien soles. El nombre mitjà de persones vivint en cada habitatge era de 2,33 i el nombre mitjà de persones que vivien en cada família era de 2,82.
Per edats la població es repartia de la següent manera: un 20,2% tenia menys de 18 anys, un 3,3% entre 18 i 24, un 28,1% entre 25 i 44, un 31,1% de 45 a 60 i un 17,2% 65 anys o més.
L'edat mediana era de 44 anys. Per cada 100 dones de 18 o més anys hi havia 95,6 homes.
La renda mediana per habitatge era de 79.469 $ i la renda mediana per família de 100.314 $. Els homes tenien una renda mediana de 54.375 $ mentre que les dones 50.357 $. La renda per capita de la població era de 48.357 $. Aproximadament el 2,5% de les famílies i el 2,7% de la població estaven per davall del llindar de pobresa.

## Poblacions més properes
El següent diagrama mostra les poblacions més properes.